# Swayambhunath

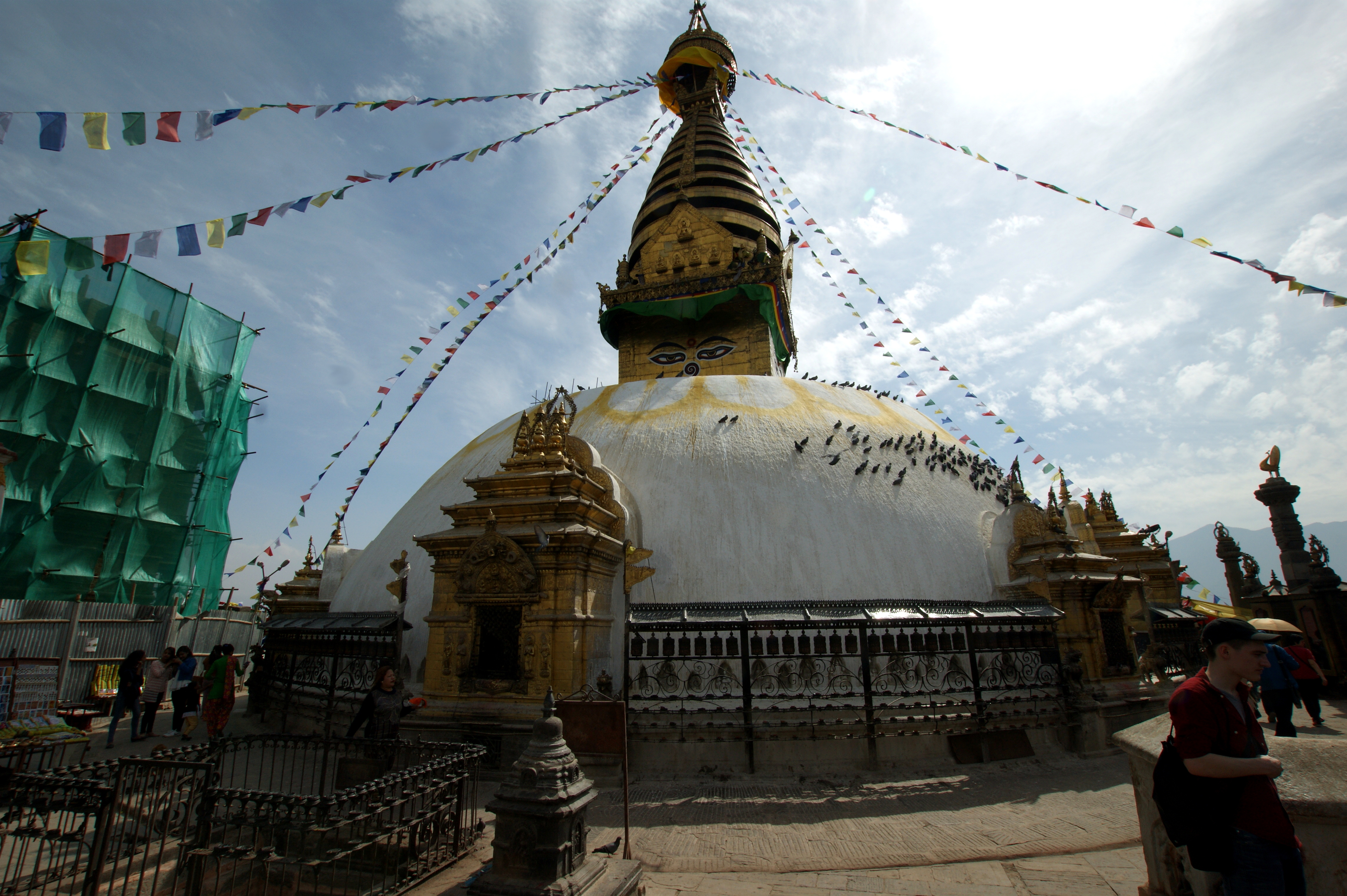
Der Stupa von Swayambhunath

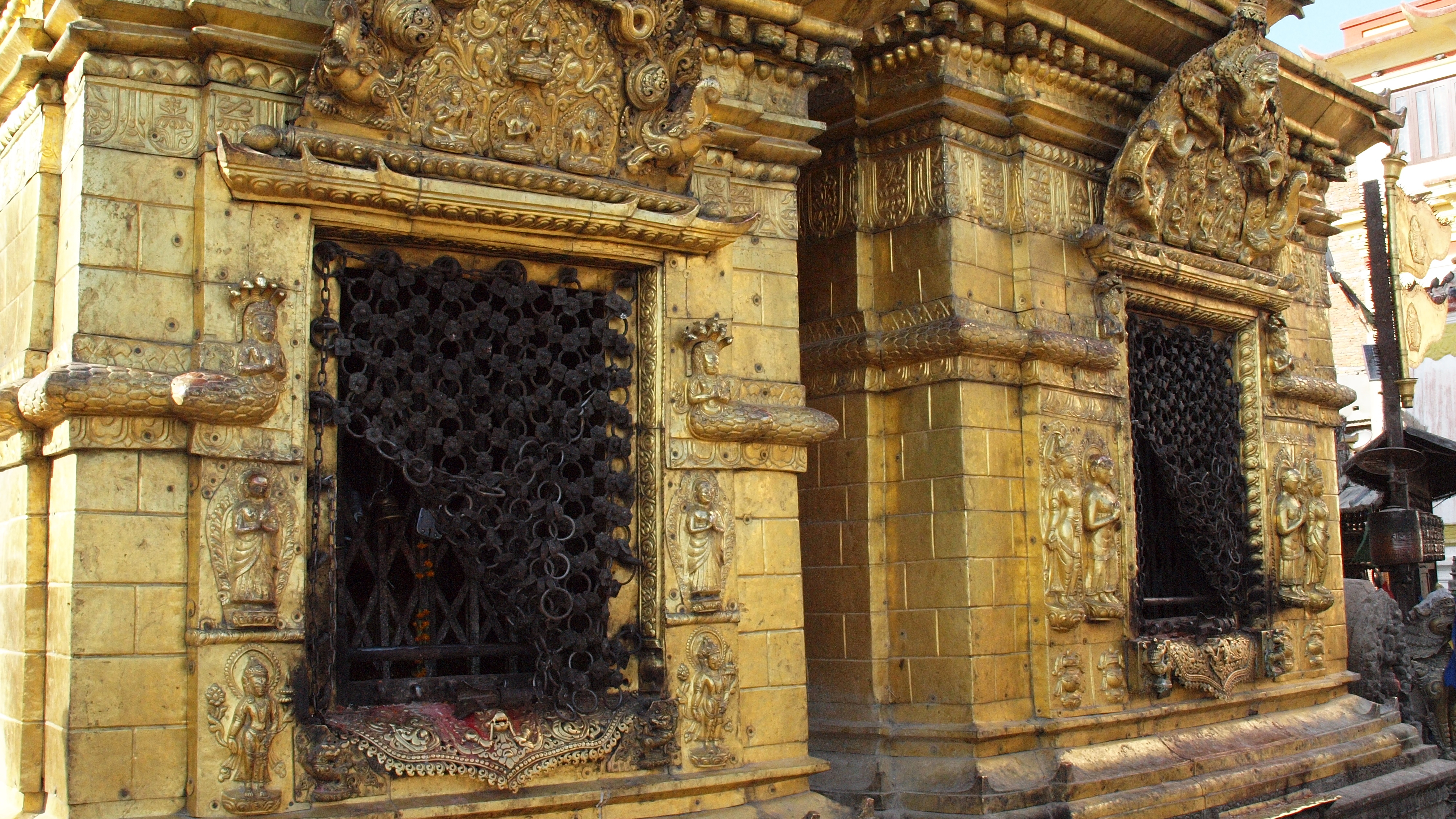
Swayambhunath, Detailansicht

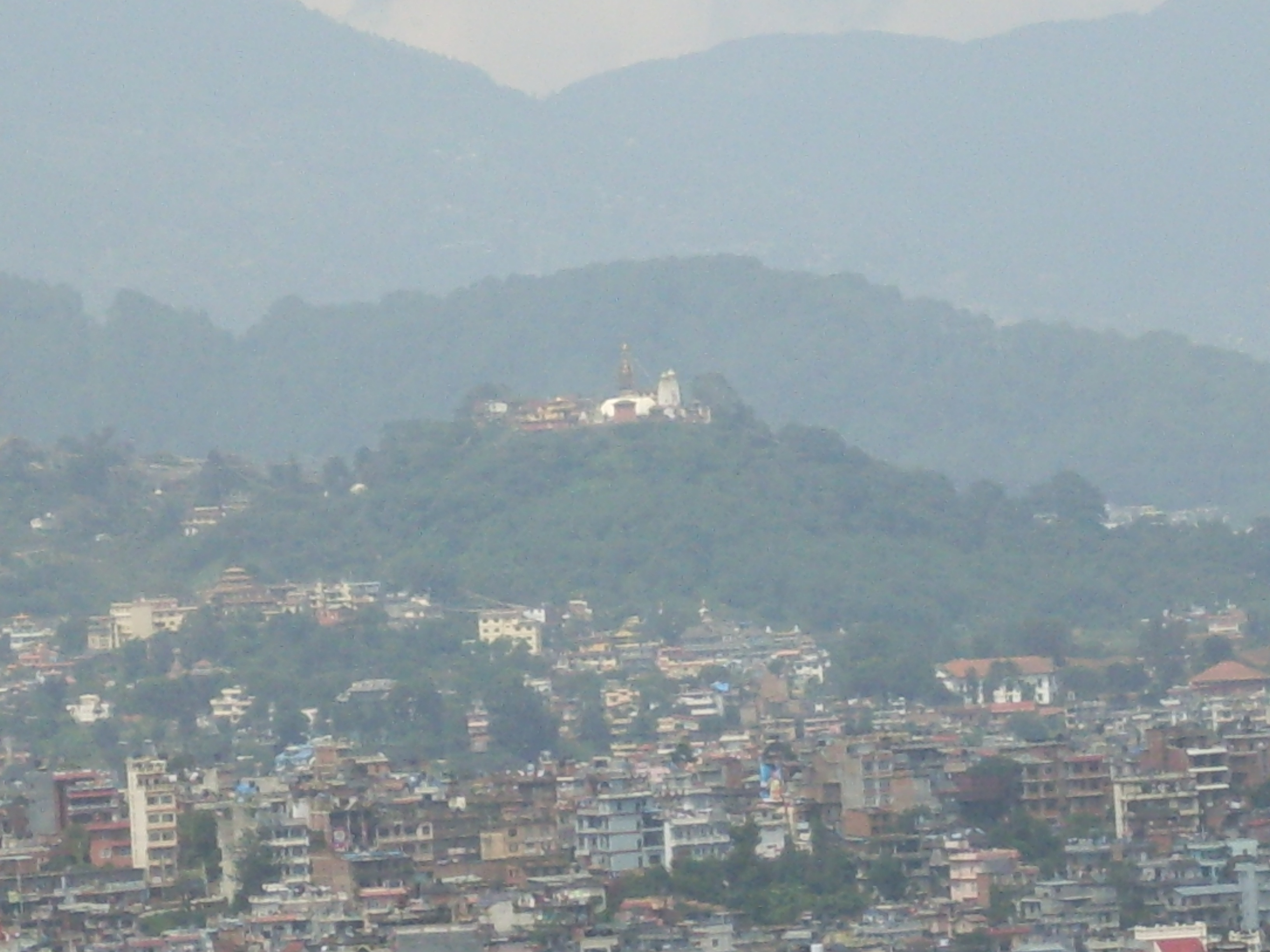
Blick auf Swayambhunath von Kirtipur aus

Swayambhunath (nepali: स्वयम्भूनाथ स्तुप, Svayambhūnāth stup) ist ein hauptsächlich buddhistischer Tempelkomplex auf einem Hügel im Westen von Kathmandu.

## Geschichte
Swayambhunath gilt neben Borobudur auf der Insel Java in Indonesien als eine der ältesten buddhistischen Tempelanlagen der Welt. Das Alter der inneren Bauten wird auf ca. 2500 Jahre geschätzt, die weiteren Umbauungen erfolgten später. Der Sage nach ist Swayambhunath eng mit der Entstehung des Kathmandu-Tals verknüpft.
Im April 2015 wurde die Tempelanlage bei einem Erdbeben schwer beschädigt. Der zentrale Stupa blieb zwar stehen, aber viele der ihn umgebenden Gebäude stürzten ein.

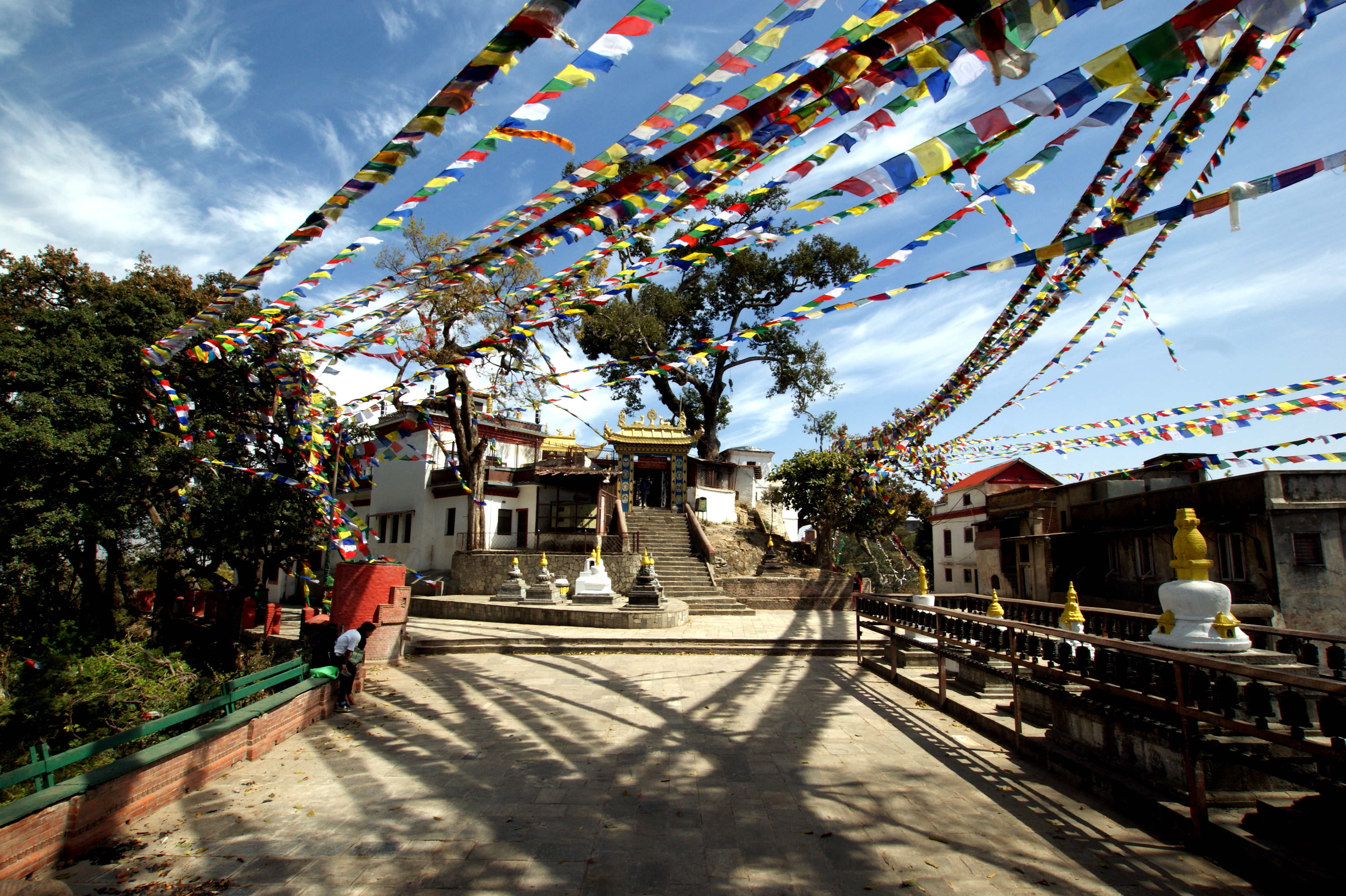
Tempelanlage westlich des Hauptstupa

## Beschreibung
Das beherrschende Element der Tempelanlage ist der buddhistische Stupa mit den aufgemalten Augen, der von Kathmandu aus gut sichtbar von zwei hinduistischen Türmen flankiert wird. Wie an vielen anderen Orten in Kathmandu sind auch in Swayambhunath buddhistische wie hinduistische Kultstätten eng verzahnt. Am Fuße der Hügel befindet sich eine Steinplatte mit den Fußabdrücken Buddhas. Von dort führt eine Treppe mit 365 Stufen, flankiert von bunten Figuren und Manisteinen, zur Tempelanlage.
Aufgrund der großen dort lebenden Population von Rhesusaffen wird Swayambhunath von Touristen auch „Tempel der Affen“ genannt.

## Legende von Swayambhunath

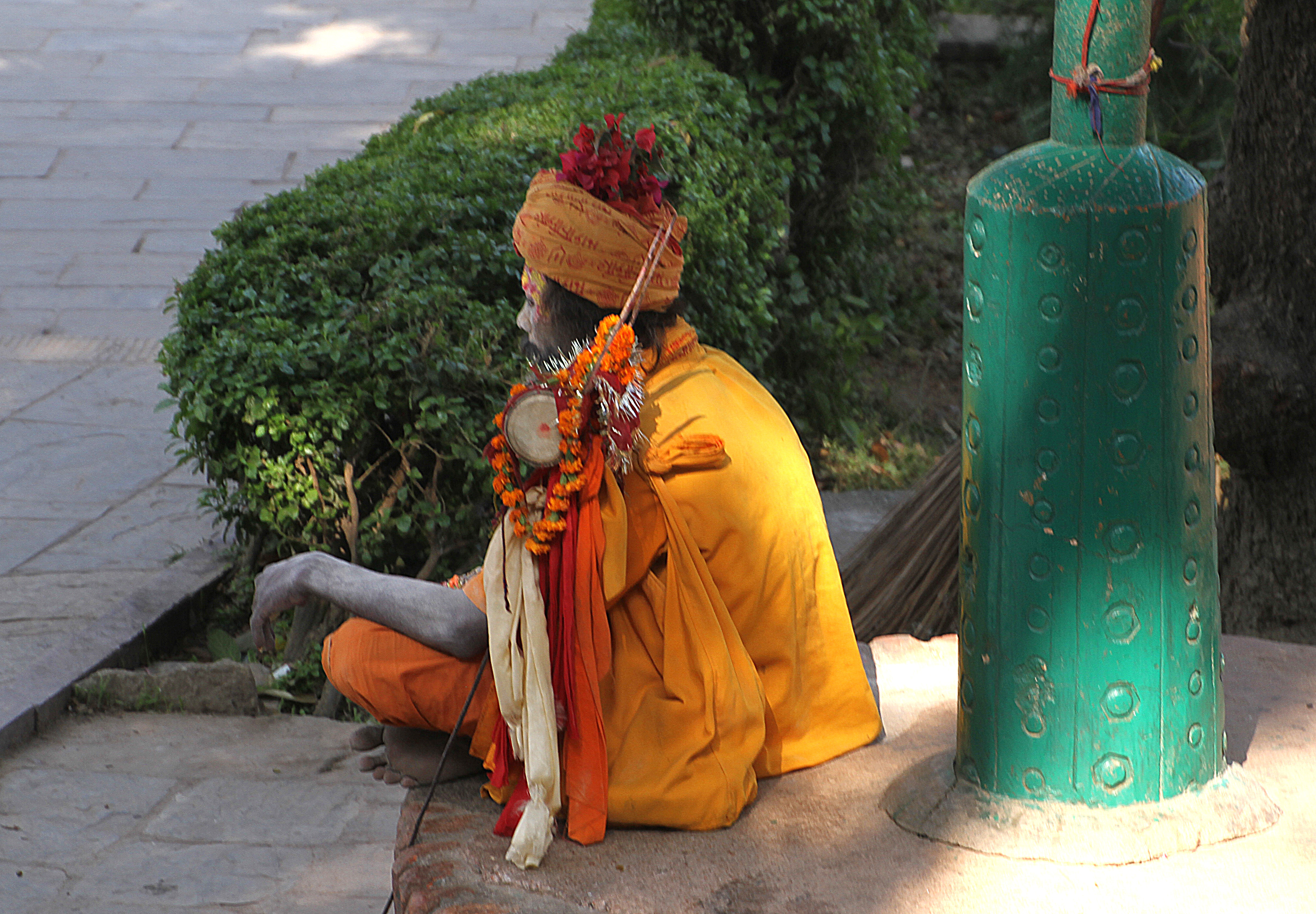
Sadhu in Swayambhunath

Einst war das ganze Tal von Kathmandu ein großer See. Eines Tages entdeckten Sadhus eine Lotosblüte auf der Oberfläche des Sees. Über Jahrhunderte pilgerten Gläubige an die Ufer des Sees und verehrten die Lotosblüte als Symbol Gottes. Eines Tages stieg eine leuchtende Flamme aus dem Lotoskelch, Swayambhunath entstand oder besser gesagt erschuf sich selbst – so sagt es sein Name: „Der aus sich selbst erstandene Gott“. Die Manifestation des Buddha leuchtete noch viele weitere Epochen, bis der Bodhisattva Manjushri aus China nach dreimaliger Umrundung des Sees eine Schlucht in die südliche Hügelkette schlug und mit dem Abfluss des Wassers auch die Flamme verschwand. Die blauleuchtende Lotosblume pflanzte er auf den Hügel von Swayambhunath.